# Hexamethylbenzeen
Hexamethylbenzeen (HMB), ook bekend onder de naam melliteen, is een koolwaterstof met de formule {\displaystyle {\ce {C12H18}}}. Met meer nadruk op de structuur van de verbinding kan deze ook genoteerd worden als {\displaystyle {\ce {C6(CH3)6}}}. Het is een aromatische verbinding en een derivaat van benzeen waarin alle waterstof-atomen zijn vervangen door methylgroepen. In 1929 werd de kristalstructuur van de verbinding beschreven door Kathleen Lonsdale, een resultaat dat later als "opmerkelijk ...... gezien de vroege datering" werd omschreven. Lonsdale beschreef het onderzoek in haar boek Crystals and X-Rays: hoewel de eenheidscel van het kristal triklien was, vertoonde het diffractie-patroon een pseudo-hexagonale structuur. Dit laatste reduceerde het aantal structurele mogelijkheden voldoende om via een "trial-and-error" benadering een model van de verbinding op te stellen. Daaruit bleek dat het centrale deel van het molecuul uit een vlakke, regelmatige zeshoek bestond. Daarmee kwam een einde aan de al jaren slepende discussie over de fysische parameters van de benzeenring. Zowel voor de kristallografie als voor het begrip van aromaticiteit was dit een historische doorbraak.

Vast hexamethylbenzeen vormt kleurloze tot witte kristallijne prisma's of naalden. die smelten bij 165–166 °C, en een kookpunt hebben van 268 °C. De stof is onoplosbaar in water, maar goed oplosbaar in de gangbare organische oplosmiddelen.

## Naamgeving
Deze verbinding kan als 1,2,3,4,5,6-hexamehylbenzeen benoemd worden. De plaatsing van de locanten is echter overbodig, omdat er maar één manier is om zes methylgroepen aan een benzeenkern te koppelen.

## Toepassingen
Hexamethylbenzeen heeft geen commerciële of wijdverbreide toepassingen, het is vooral van academische waarde.

HMB is toegepast als oplosmiddel voor kernspinresonantie met Helium-3.

## Synthese
Er zijn meerdere syntheseroutes voor HMB bekend.
- In 1880 werd door J.A. Le Bel en W.H. Greene de reactie beschreven van methanol onder invloed van zinkchloride bij de smelttemperatuur daarvan (283 °C).[10] Bij deze temperatuur geldt voor de reactie ΔG = −1090 kJ·mol−1. De geïdealiseerde reactievergelijking is:[11]

{\displaystyle {\ce {15CH3OH\ ->[{\ce {290\ ^{\circ }C{\phantom {^{1}}}}}][{\ce {ZnCl2}}]\ C6(CH3)6\ +\ 3CH4\ +\ 15H2O}}}
Le Bel en Greene verklaarden hun resultaten door aan te nemen dat er eerst een dehydratatie van methanol optrad, gevolgd door condensatie en aromatisering van de gevormde {\displaystyle {\ce {CH2}}}-eenheden. Het gevormde benzeen wordt vervolgens via een Friedel-Craftsalkylering met in situ gevormd chloormethaan omgezet in HMB. De hoofdproducten in hun synthese waren vooral verzadigde koolwaterstoffen.
- HMB wordt tegenwoordig vooral geproduceerd bij hoge temperatuur over vaste katalysatoren.
  - In een vroege benadering werd HMB verkregen door een mengsel van methanol en aceton bij 400 °C over alumina te leiden.[12]
  - De verbinding kan bereid worden door fenol bij verhoogde temperatuur te laten reageren met methanol met behulp van een geschikte katalysator zoals alumina.[7][13][14] Het mechanisme van deze reactie is uitgebreid bestudeerd,[15][16][17][18] waarbij verschillende intermediairen geïdentificeerd zijn.[14][19][20]

Met het doel meer controle te krijgen over de samenstelling van het productmengsel is er veel onderzoek gedaan naar het mechanisme van deze reacties. Vooral is gezocht naar een gecontroleerde en selectieve ortho-methylering. Zowel anisol als pentamethylbenzeen zijn aangetroffen als tussenstappen naar HMB.
V. Koptyug etal hebben vastgesteld dat de isomeren van hexamethylcyclohexadienon (2,3,4,4,5,6- and 2,3,4,5,6,6-) optreden als intermediair in het process. Via methylmigratie wordt het koolstofskelet van hexamethylbenzeen verkregen.
- HMB wordt in kleine hoeveelheden gevormd tijdens de Friedel-Crafts-synthese van dureen uit p-xyleen en in goede opbrengst via methylering van pentamethylbenzeen
- Alkyntrimerisatie van 2-butyn, met de juiste katalysator, leidt ook tot HMB.[24][25][26] De reactie wordt gekatalyseerd door trifenylchroom-tritetrahydrofuranaat[24] of door een complex van tri-isobutylaluminium en titaniumtetrachloride.[25]

- HMB kan ook verkregen worden uit de reductie van mellitinezuur (benzeenhexacarbonzuur, zie onder Reacties).

## Reacties

### Adductvorming
HMB vormt oranje-gele 1:1-adducten met picrylchloride mogelijk ten gevolge van π-stacking van de aromatische ringen.

### Oxidatie
HMB kan geoxideerd worden tot mellitinezuur, dat onder andere als zijn aluminiumzout al bekend was uit het zeldzame mineraal melliet. Omgekeerd kan, zoals hierboven gemeld, mellitinezuur gereduceerd worden tot HMB.
Oxidatie met trifluorperazijnzuur of waterstofperoxide leidt tot 2,3,4,5,6,6-hexamethyl-2,4-cyclohexadienon:)

### Complexvorming
Hexamethylbenzeen is bekend als ligand in de organometaalchemie. Net als benzeen zelf kan het aromatische systeem als elektronenrijk omschreven worden. Het elektron donerende effect van de methylgroepen en zowel het feit dat het er zes zijn, maar ook dat het meta-effect zes keer optreedt, zorgen dat het basische vermogen van de benzeenring in HMB zes tot zeven grootte-ordes hoger is dan dat van benzeen zelf. Dit is in lijn met de adductvorming met het elektron-deficiënte picrylchloride. Voorbeelden van dergelijke complexen zijn beschreven voor een groot aantal metalen waaronder kobalt, chroom, ijzer, renium, rodium, ruthenium, en titanium.
Van HMB zijn een aantal sandwichverbindingen bekend van het type {\displaystyle {\ce {[M(C6(CH3)6)2]^{n+}}}} (M = Co, Fe, Rh, Ru; n = 1, 2). Het metaal is aan de aromaat gebonden via de π elektronen van de twee HMB-moleculen. Synthese van deze complexen is eenvoudig via ligand-wisseling met geschikte zouten, bijvoorbeeld:
{\displaystyle {\ce {CoBr2 \ + \ 2 AlBr3 \ + \ 2 C6(CH3)6 \ -> \ [Co(C6(CH3)6)2]^{2+}\ + \ 2 {AlBr4}^{-}}}}
De complexen kunnen redoxreacties ondergaan. Met het juiste metaal ondergaan de rodium- (zink) en kobalt-dikationen (aluminium) ondergaan een één-elektron reductie. Voor kobalt geldt de reactievergelijking:
{\displaystyle {\ce {3[Co(C6(CH3)6)2]^{2+}\ +\ Al\ ->\ 3[Co(C6(CH3)6)2]^{2+}\ +\ Al^{3+}}}}

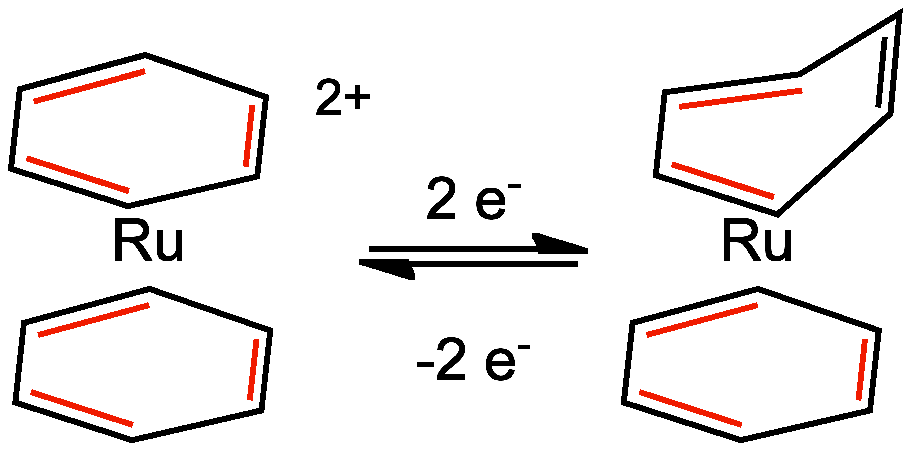
De structuur van het aromatische deel van het complex [Ru(C6(CH3)6)2]^{n+} verandert met het oxidatiegetal van het metaal.
Links: n = 2, [Ru^{II}(\eta^{6}-C6(CH3)6)2]^{2+}
Rechts: n = 0, [Ru^{II}(\eta^{4}-C6(CH3)6)(\eta^{6}-C6(CH3)6)]^{0}
Voor de duidelijkheid zijn de methylgroepen in bovenstaande figuur weggelaen. De elektronenparen die bij de binding aan het metaal betrokken zijn, zijn in rood aangegeven.

Het geval van de ruteniumcomplexen is speciaal: het vertoont structurele veranderingen in HMB in reactie op een verandering in de oxidatietoestand van het metaal-ion. De hapticiteit van een van de HMB-liganden verandert met de oxidatietoestand van het metaal als {\displaystyle {\ce {[Ru^{II}(\eta^{6}-C6(CH3)6)2]^{2+}}}} gereduceerd wordt tot {\displaystyle {\ce {[Ru^{0}(\eta^{4}-C6(CH3)6)(\eta^{6}-C6(CH3)6)]^{0}}}}. Door de structuurverandering voldoet zowel het twee-waardig kation als het neutrale complex aan de 18-elektronenregel en maximaliseert daarmee zijn stabiliteit.

Voor de reactie geldt:
{\displaystyle {\ce {[Ru^{II}(\eta ^{6}-C6(CH3)6)2]^{2+}\ +\ 2e^{-}\ {\overrightarrow {\longleftarrow }}\ <chem>[Ru^{0}(\eta ^{4}-C6(CH3)6)(\eta ^{6}-C6(CH3)6)]^{0}\ \ \ \ \ \ \mathrm {E^{\circ }\ =\ -1,02\ V\ (acetonitril)} }}}
Een soortgelijke verandering wordt niet waargenomen in de vergelijkbare ijzercomplexen. Het vergelijkbare ijzer(II)complex ondergaat een reversibele één-elektron-reductie bij {\displaystyle \mathrm {E^{\circ }\ =\ -0,48\ V} } (in waterige ethanol), maar de twee-elektron-reductie (bij {\displaystyle \mathrm {E^{\circ }\ =\ -1,46\ V} }) is irreversibel, wat de suggestie geeft van misschien wel een verandering in structuur, maar niet gelijk aan die in het geval van rutenium.

## Kationen van hexamehylbenzeen

### Monokation
De behandeling van HMB met het super elektrofiele mengsel van chloormethaan en aluminiumchloride (een bron van of Meδ⊕Cl---δ⊖AlCl3) leidt tot de vorming van het heptamethylbenzenium kation, een van de eerste direct waargenomen carbokationen ooit.

### Dikation

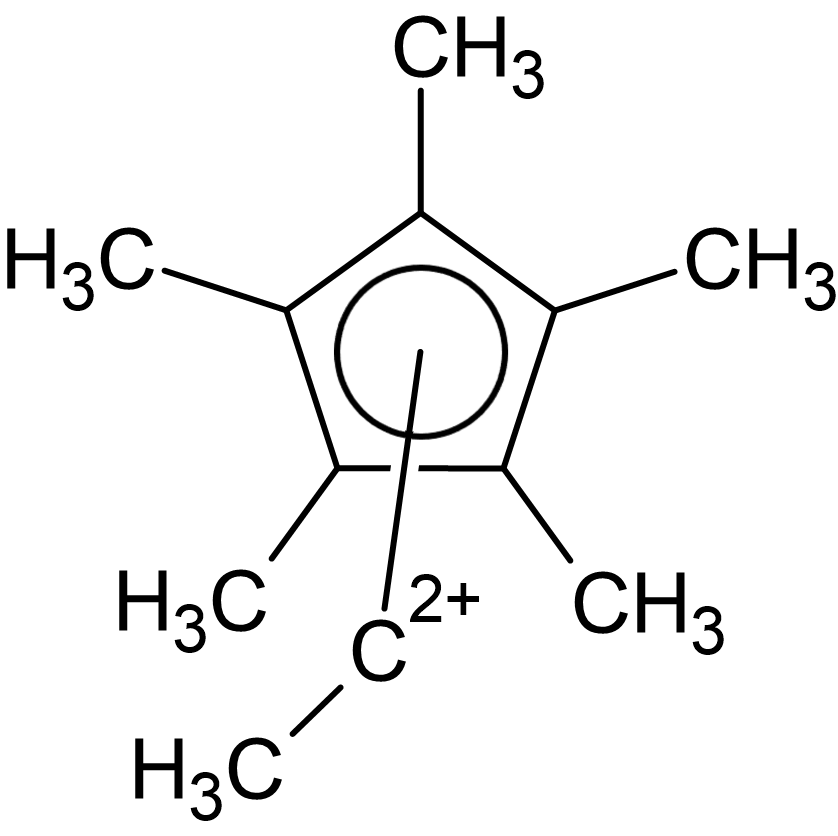
Piramidaal carbokation met de samenstelling [C6(CH3)5(C2H5)]^{2+}

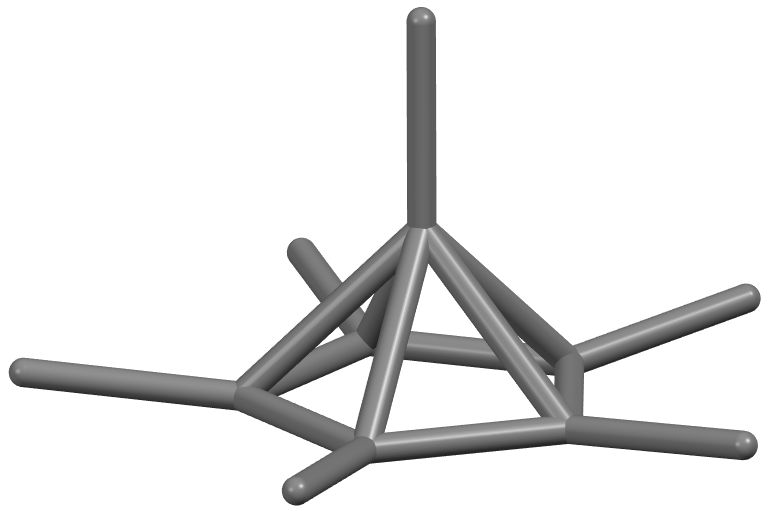
Driedimensionale weergave van [C6(CH3)6]^{2+} met een omgelegde, piramidale structuur

De isolatie van een ion met de samenstelling {\displaystyle {\ce {C6(CH3)6H^{+}}}} is voor het eerst beschreven op basis van onderzoek aan hexamethyldewarbenzeen in de jaren 60 van de 20e eeuw. Op basis van NMR-gegevens werd een piramidale structuur voorgesteld. Dit laatste werd daarna ondersteund door kristallografisch werk. In de vroege jaren 70 voorspelde theoretisch werk onder leiding van Hepke Hogeveen (hoogleraar te Groningen) het bestaan van een piramidaal tweewaardig kation, hetgeen spoedig in de praktijk bevestigd werd.
Zie verder: piramidaal carbokation